# منطقة كولهابور
كولهابور رمزها «KO» (بالإنجليزية: Kolhapur)‏، هو تقسيم إداري لدولة الهند تتبع ولاية ماهاراشترا (بالإنجليزية: Maharashtra)‏ ، مركزها هو مدينة كولهابور (بالإنجليزية: Kolhapur)‏ عدد سكانها حسب تعداد سنة 2001 هو 3,515,413 ، مساحتها 7,685 كم² وكثافة السكان 457 لكل كم².